# بوكلير موسكاو

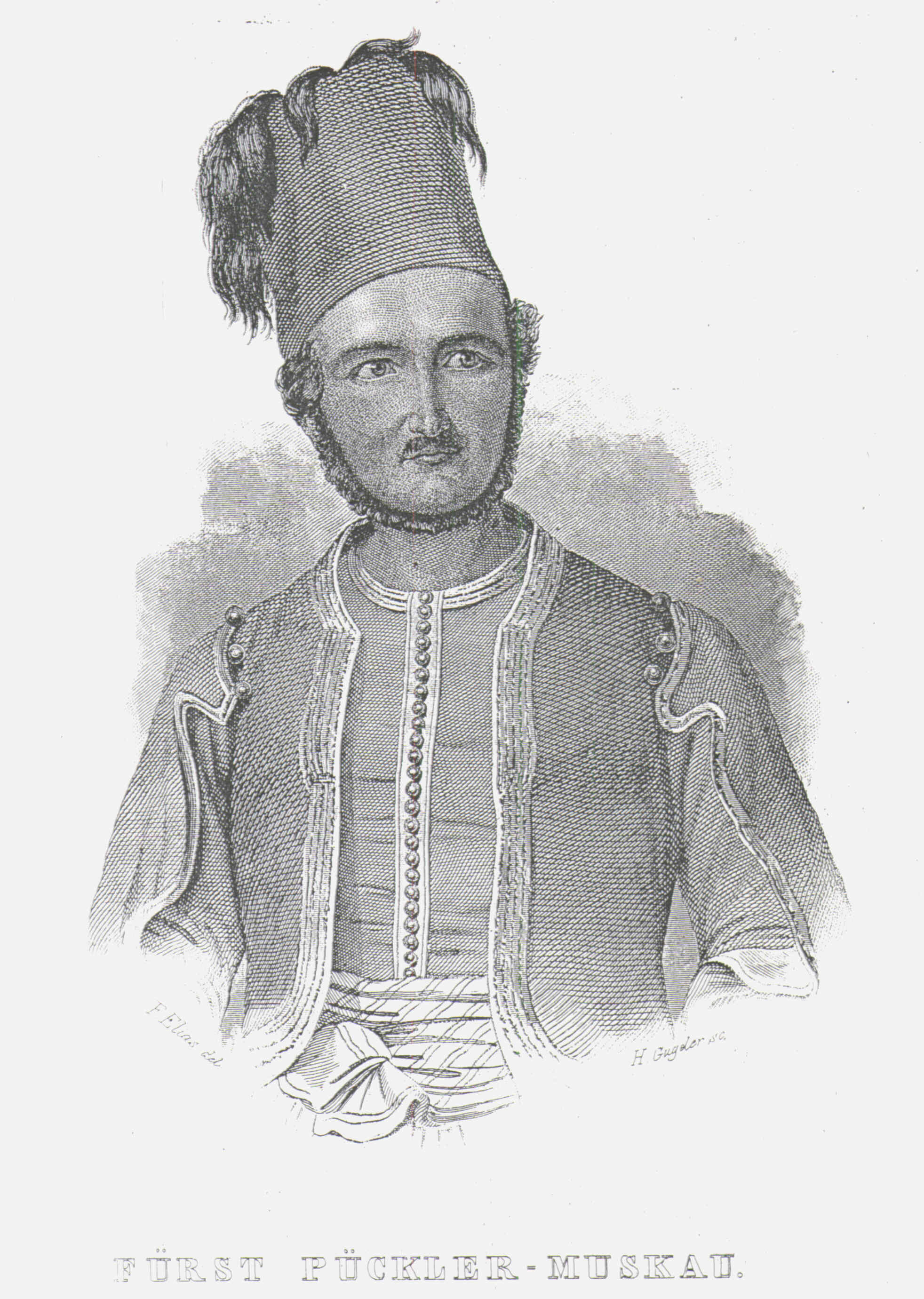
Fürst Hermann von Pückler-Muskau

بوكلير موسكاو (بالألمانية: Hermann von Pückler-Muskau)‏ : الأمير هرمان فون بوكلير موسكاو (1785-1871 من أعلام طبقة النبلاء الألمان في القرن التاسع عشر. اشتهر برحلاته إلى أفريقيا الشمالية في 1835 ومصر. دون رحلته إلى أفريقيا في كتاب «سيملاسو في إفريقيا» (5 اجزاء). نشر في 1836.

## معرض صور

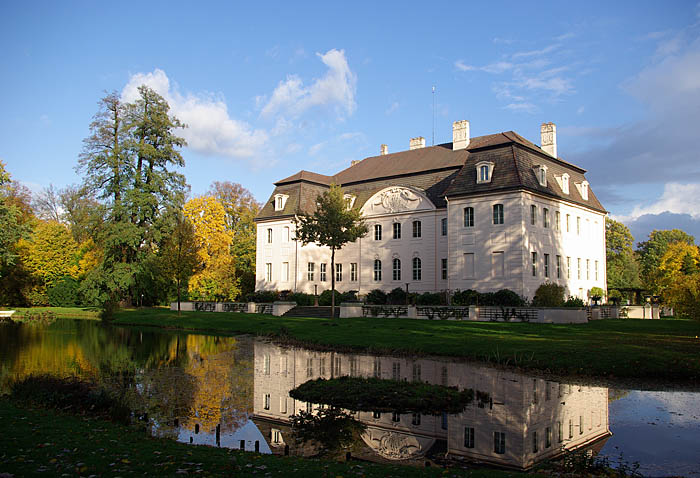
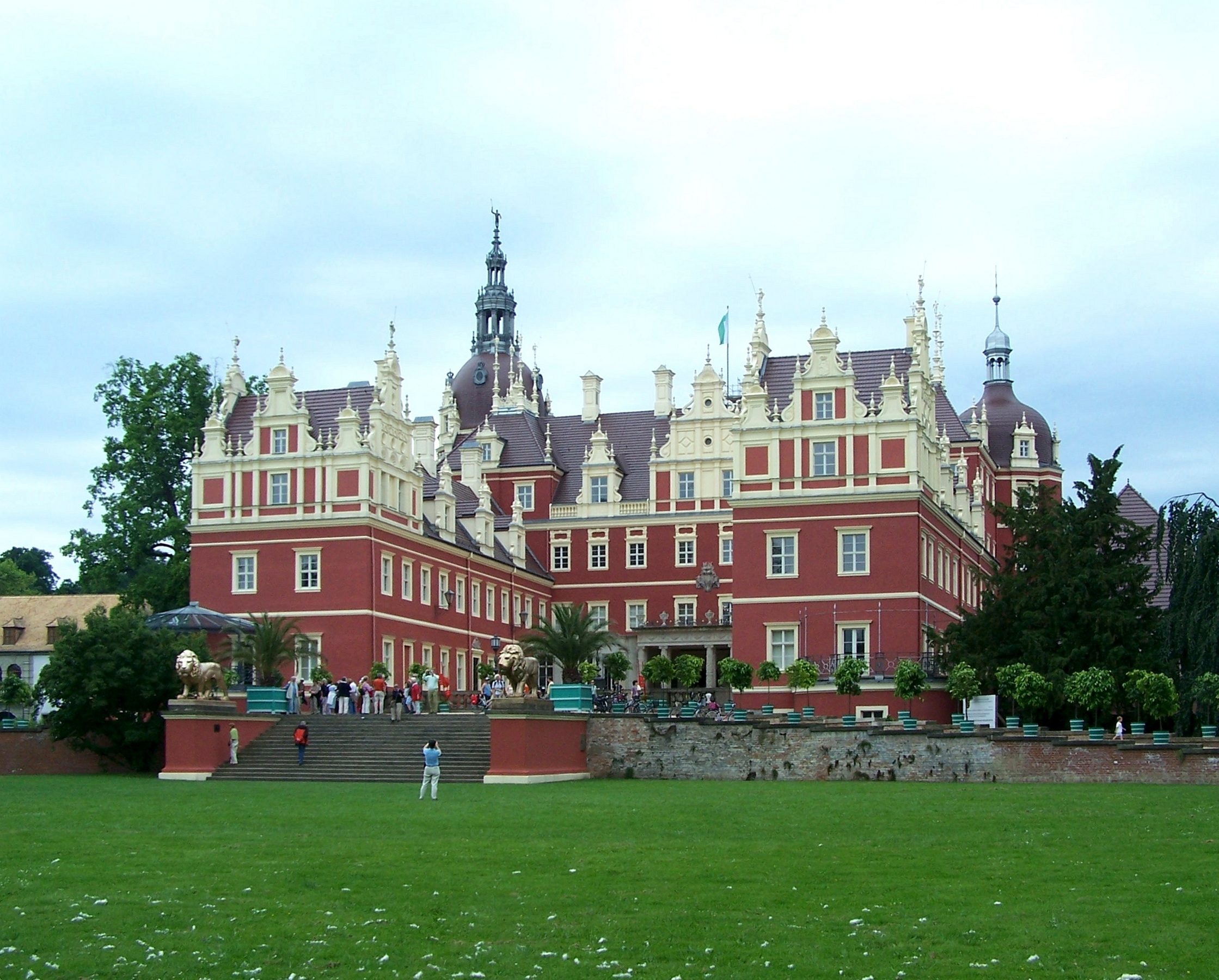
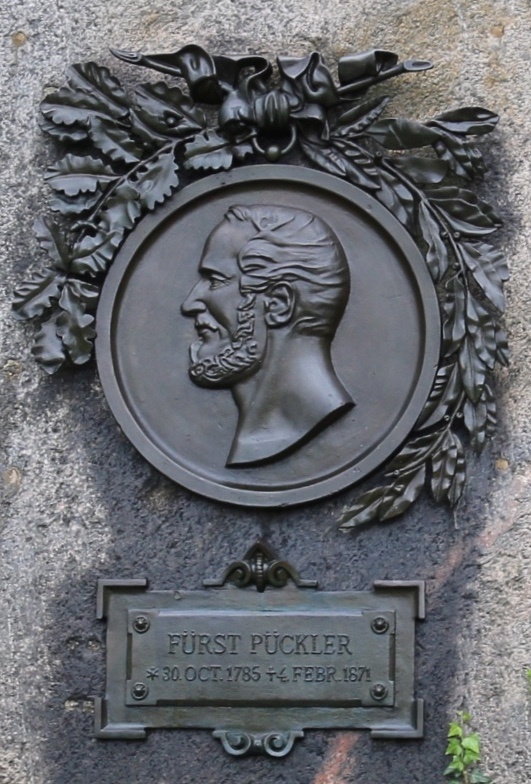
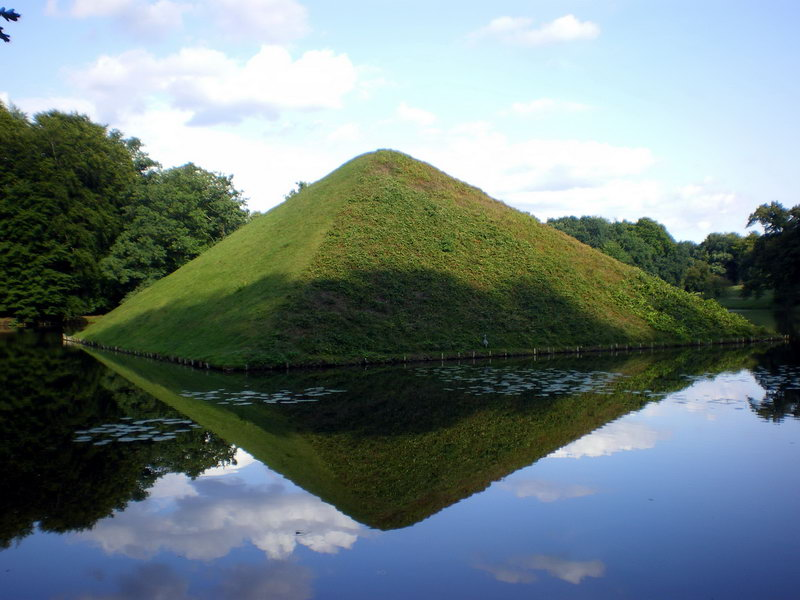

## وصلات خارجية
المصدر